# Ken Lorraway
Kenneth ("Ken") John Lorraway (né le 6 février 1956 à Wagga Wagga – 4 janvier 2007 à Canberra) est un athlète australien, spécialiste du triple-saut.
Il représente son pays à deux reprises aux Jeux olympiques en 1980 et en 1984 et aux Jeux du Commonwealth en 1978 et en 1982. Il est finaliste à Moscou avec un saut de 16,44 m. Son record, actuel record d'Océanie (2014), est de 17,46 m, obtenu en 1982 à Londres. À Brisbane, il remporte la médaille d'argent lors des Jeux du Commonwealth de 1982.